# Kiosk K67
Kiosk K67 je modularni koncept kioska, ki ga je leta 1966 zasnoval slovenski arhitekt in industrijski oblikovalec Saša Janez Mächtig. Kiosk K67 je vključen tudi v zbirko Muzeja moderne umetnosti (MoMa) v New Yorku.

## Dizajn
Zasnova temelji na sestavljivih modulih iz ojačanega poliestra, ki se povezani lahko uporabljajo kot posamezne enote ali pa se med seboj enote povezujejo in s tem povečujejo, glede na potrebe. Tovrstni kioski so imeli najrazličnejše namembnosti, uporabljali so jih za prodajo časopisov, vstopnic, za loterijo, pobiranje parkirnine, kot stojnice na tržnici za prodajo sadja ali zelenjave, za lokale hitre prehrane, kot vratarnice v podjetjih... Pojavljajo se v različnih barvnih kombinacijah, vendar je osnovna rdeča. Modularna zasnova enot omogoča, da se K67 lahko prilagodi skoraj vsaki lokaciji.

## Zgodovina
Koncept kioska K67 so patentirali leta 1967. V letu 1968 je bil K67 pripravljen za serijsko proizvodnjo, izdelovala ga je tovarna Imgrad v Ljutomeru.
Do konca 90-ih let minulega stoletja so okoli 7500 modulov K67 prodali ne samo v vse republike nekdanje Jugoslavije, ampak tudi v druge države vzhodne Evrope, v nekdanjo Sovjetsko zvezo in celo na druge celine (npr. v ZDA, Kanado, Irak, Jordanijo, Kenijo, Avstralijo, na Japonsko in na Novo Zelandijo), zatem pa se je proizvodnja kioska v Sloveniji ustavila, zaradi velikih sprememb v gospodarskem sistemu med tranzicijo.

## Pomen

### Slovensko industrijsko oblikovanje
K67 sodi med vrhunce slovenskega oblikovanja. Sergej Pavlin je oblikoval stekleničko za Cockto, Niko Kralj stol Rex, Davorin Savnik Iskrin telefon ETA 80, Saša Mächtig pa je s kioskom, svojo zasnovo telefonske govorilnice in zabojnika za odpadke odgovoril na probleme pomanjkanja tovrstne urbane opreme v Ljubljani. 
Aprila 1970 je bil kiosk K67 predstavljen v angleški oblikovalski reviji, v članku »Low life from the streets«. Muzej moderne umetnosti v New Yorku ga je uvrstil v svojo zbirko oblikovanja 20. stoletja. Kljub temu, da druga podjetja večkrat kopirajo zasnovo kioska K67, le-ta pooseblja vzhodnoevropsko kulturo oblikovanja in popularne mikroarhitekture.  
Medtem ko so nekateri izdelki in dizajni preživeli zahvaljujoč množični podpori vzhodnoevropskega prebivalstva (npr. »Ampelmannchen« v vzhodni Nemčiji), so se drugi v zahodnem tržnem sistemu lahko ohranili le s korenito prenovo. Redki izdelki, ki so uspeli preživeti, ne da bi bili radikalno spremenjeni, so bili primeri pametnih in brezčasih rešitev. V tem pogledu je K67 eden redkih preostalih vidnih znakov izginule jugoslovanske družbene enotnosti in pomemben povezovalni element vzhodnoevropskega javnega prostora.

## Obnove in izboljšave
Kultni kiosk K67 v sedanjem času doživlja novo valorizacijo svoje zasnove v okviru moderne arhitekture in industrijskega oblikovanja. Pričele so se ponovne prenove originalnih kioskov in celo nadgradnja prvotnih tehnoloških rešitev (npr. instalacije, ogrevanje, hlajenje), tudi ob sodelovanju avtorja in nosilca avtorskih pravic (patenta) Saša Mächtiga (ta je od leta 2005 tudi lastnik patenta za nekoliko večji kiosk K21, ki meri 10 m2). 
Pred upravno stavbo založbe Delo v Ljubljani tako od leta 2022 stoji prenovljeni kiosk K67, ki pa ima dve »napihnjeni« izložbeni okni iz pleksi stekla, talno gretje, rekuperator in klimatsko napravo. Prenovljene kioske K67 lahko vidite na letališču Jožeta Pučnika na Brniku, na ljubljanski tržnici, v Emporiumu v nakupovalnem središču BTC, v Muzeju za arhitekturo in oblikovanje, na trgu pred železniško postajo v Celju in še na mnogih drugih lokacijah v Sloveniji. 
Rumeni kiosk so pred petimi leti postavili v Kreuzbergu v Berlinu, na notranjem dvorišču nekdanje tovarne Pelikan, sedaj tovarne očal Mykita, v njem pa ponujajo hrano in pijačo. Beli kiosk se nahaja tudi na letališču Berlin - Tempelhof, kjer v njem deluje prodajno mesto »take-away«. Na Times Squaru v New Yorku so prenovljeni kiosk postavili na stičišču 65. in 66. ulice z Broadwayem.

## Galerija
- Kiosk K67 pred celjsko železniško postajo
- Kiosk K67 v Kaliszu na Poljskem ima funkcijo okrepčevalnice
- Kiosk K67 v Sarajevu, BiH
- Zapuščeni kiosk K67 v Poznanju na Poljskem
- Propadajoči kiosk K67 v Moskvi, Rusija